# Meranoplus fenestratus
Meranoplus fenestratus é uma espécie de formiga do gênero Meranoplus, pertencente à subfamília Myrmicinae.